# 죽령역
죽령역(Jungnyeong station, 竹嶺驛)은 충청북도 단양군 대강면 용부원리에 위치한 중앙선의 신호장이었다.
이 역은 본래 보통역으로 개업하였으나 2007년 신호장으로 격하되었고, 2008년부터 여객취급을 중지하였다. 단성역부터 이 역까지 구간은 루프터널로 건설되어 있기 때문에 신호장으로서의 역할이 중요한 곳이었다. 

## 역명 유래
이 역 근처에 죽령 고개가 있기 때문에 이러한 이름이 붙었다.

## 역사
- 1942년 4월 1일 : 보통역으로 영업 개시[1]
- 1958년 9월 16일 : 현재 역사 신축
- 1977년 5월 16일 : 수소화물취급 중지[2]
- 1993년 11월 15일 : 화물취급 중지[3]
- 2001년 9월 8일 : 신호장으로 변경 및 에드몬슨 승차권 발매 중단. 단, 입장권은 2004년 3월 31일까지 발매.[4]
- 2006년 : 역사 리모델링
- 2007년 6월 1일 : 일반열차 통과
- 2008년 3월 10일 : 여객취급 중지[5]
- 2009년 : 무인신호장으로 변경
- 2020년 11월 12일 : 폐역 고시[6]
- 2020년 12월 13일 : 폐역[7]

## 갤러리

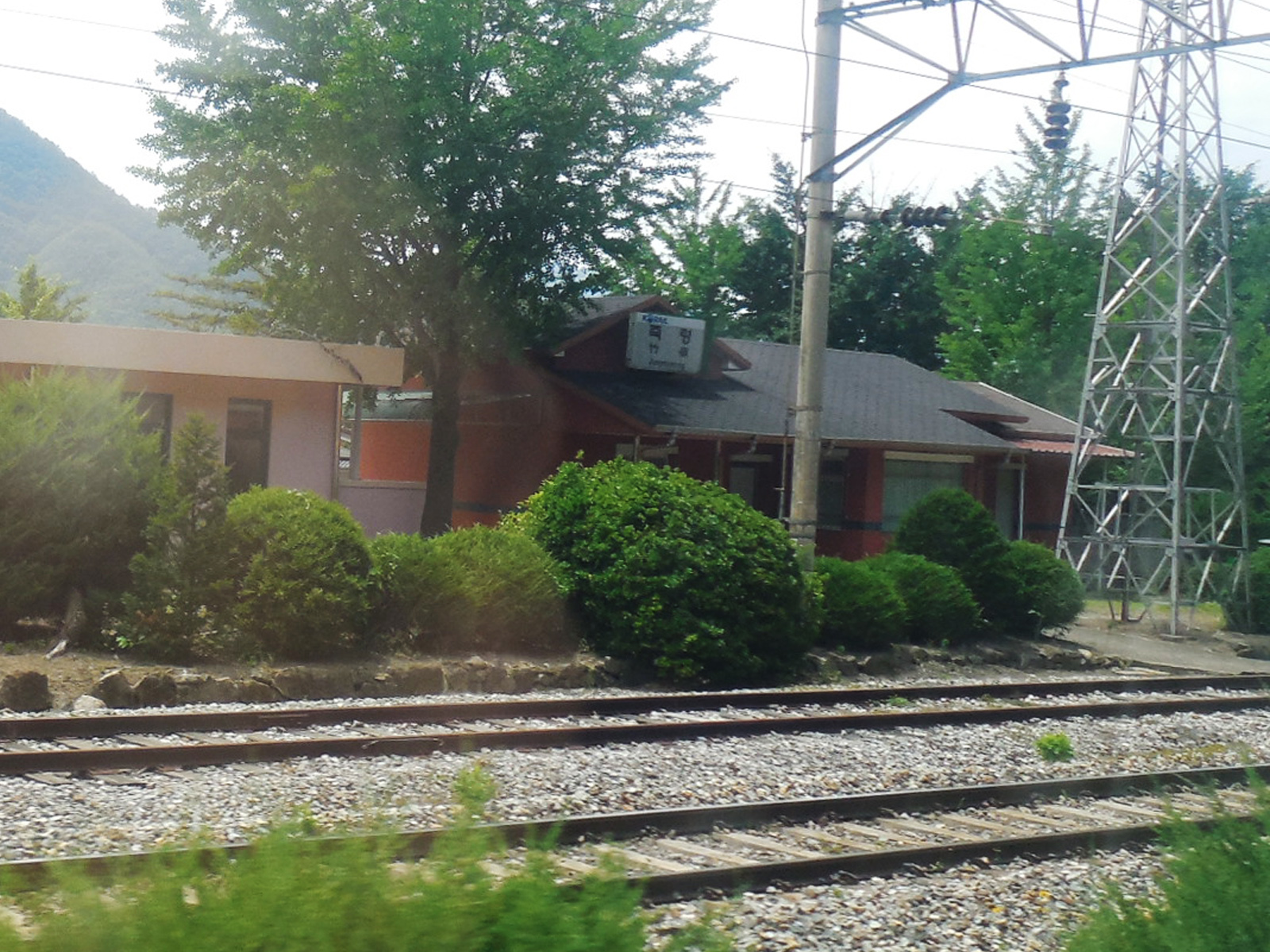
선로에서 본 죽령역